# Itodacnus novicornis
Itodacnus novicornis is een keversoort uit de familie kniptorren (Elateridae). De wetenschappelijke naam van de soort is voor het eerst geldig gepubliceerd in 1926 door Van Zwaluwenburg.